# A. H. Belo
La A. H. Belo Corporation è una casa editrice statunitense proprietaria di quattro quotidiani e cinque pubblicazioni minori legate a due di questi, oltre che di diversi siti Internet collegati. La A. H. Belo ha una partecipazione anche in Classified Ventures.

## Storia
L'attuale azienda nacque quando la Belo Corporation, che ancora oggi è la controllante, decise di separare, nel 2007, le proprie attività televisive da quelle nella carta stampata. La nuova società, che riprese il nome che la Belo aveva già utilizzato dal 1926 al 2001, A. H. Belo Corporation, e che deriva da uno dei primi proprietari, Alfred Horatio Belo, divenne poi effettivamente attiva nel 2008, con la quotazione in borsa il 23 gennaio. Amministratore delegato è Robert Decherd, già a capo della Belo prima dello spin off.
L'azienda ha il proprio quartier generale nel Belo Building a Downtown Dallas.

## Quotidiani e riviste
La A. H. Belo possiede quattro quotidiani (due in Texas, uno nel Rhode Island ed uno in California):
- The Dallas Morning News, Dallas-Fort Worth Metroplex
- Denton Record-Chronicle, Denton
- The Press-Enterprise, Riverside
- The Providence Journal, Providence

Possiede inoltre cinque pubblicazioni minori. Tre di queste sono collegate al The Dallas Morning News:
- Al Día, quotidiano in lingua spagnola
- Quick, free press settimanale
- briefing

Due sono invece legate al The Press-Enterprise:
- The business Press, settimanale economico
- La Prensa, rivista in lingua spagnola